# Aan: Men at Work
Aan: Men at Work è un film del 2004 diretto da Madhur Bhandarkar.

## Trama
Patnaik e la sua squadra combattono contro i politici corrotti e i delinquenti che governano la città di Mumbai. Tuttavia, la loro fede nella legge e nell'ordine è messa alla prova da gravi avvenimenti.